# Масерија С. Бјађо (Казерта)
Масерија С. Бјађо је насеље у Италији у округу Казерта, региону Кампанија.
Према процени из 2011. у насељу је живело 152 становника. Насеље се налази на надморској висини од 3 м.